# Atari Panther
Atari Panther je 32-bitna igraća konzola koju je razvila američka tvrtka Atari i koja je trebala izići na tržište 1991., no uprava Atarija odlučila je ne ići s ovim modelom već koncentrirati sve snage na 64-bitnu konzolu Atari Jaguar. Iako još u razvoju, za ovu konzolu razvijene su dvije igre: Cresent Galaxy i Raiden. Ove dvije igre pojavile su se na konzolu Atari Jaguar.

## Značajke
- Mikroprocesor: Motorola 68000 na 16 MHz
- Grafička rezolucija: 320x200 točaka, 8.192 boja u 32 nijanse (ukupno 262.144 boje)
- Zvuk: 32-kanalni stereo
- RAM: 32 KB
- ROM: 64 KB, memorijski moduli najviše 6 MB